# Marie-Louise de Beauvoir
Marie-Louise de Beauvoir, född Cousin 17 augusti 1776, i Pas-de-Calais, död 1855, var en belgisk skolledare. Hon grundade «Maison d’éducation de demoiselles» i Liège, som kom att betraktas som en av landets främsta skolor för flickor, och drev den från 1816 till 1852. 
Hon var dotter till en militärläkare och gifte sig vid sjutton års ålder med advokaten Jean-Louis Voidet, som tvingades fly till Guyana för sina politiska åsikters skull. Hon gifte 1810 om sig med Louis-Etienne Beffroy de Beauvoir, som tillhörde dem som röstat för avrättningen av Ludvig XVI. På grund av detta blev paret utvisat efter den Bourbonska restaurationen och fick sin egendom konfiskerad. Paret bosatte sig i Liége 1816. 
För att försörja sig öppnade Marie-Louise de Beauvoir en flickskola i sitt hem: från 1819 fick skolan ett namn och blev officiell. Kung Vilhelm gav henne sitt stöd och gjorde ett offentligt besök på skolan. Skolan blev en stor framgång och redan 1818 hade den 66 elever. Skolan var inte en klosterskola, som flickskolor annars vanligen var i katolska länder, utan anställde sekulära lärare. I Frankrike fanns redan denna typ av flickskolor, men i Belgien var de vid denna tid en innovation. Från 1829 fick hon ekonomiskt stöd från stadens myndigheter och kunde därför låta eleverna läsa gratis. En av hennes mest kända elever var Léonie de Waha, som 1868 grundade ett gymnasium för flickor, l'école supérieure de demoiselles (1878 lycée Léonie de Waha).